# Dzwonkówka czerniejąca
Dzwonkówka czerniejąca (Entoloma parkensis (Fr.) Noordel.) – gatunek grzybów z rodziny dzwonkówkowatych (Entolomataceae).

## Systematyka i nazewnictwo
Pozycja w klasyfikacji według Index Fungorum: Entoloma, Entolomataceae, Agaricales, Agaricomycetidae, Agaricomycetes, Agaricomycotina, Basidiomycota, Fungi.
Po raz pierwszy zdiagnozował go w 1851 r. Elias Fries, nadając mu nazwę Agaricus parkensis. Obecną nazwę nadał mu Machiel Evert Noordeloos w 1979 r. Synonimy:
- Agaricus parkensis Fr. 1851
- Eccilia parkensis (Fr.) Quél. 1875
- Hyporrhodius parkensis (Fr.) Henn. 1898
- Omphaliopsis parkensis (Fr.) P.D. Orton 1991
- Rhodophyllus parkensis (Fr.) Quél. 1886

Nazwę zwyczajową zaproponował Władysław Wojewoda w 2003 r.

## Występowanie i siedlisko
Dzwonkówka czerniejąca występuje w kilku krajach Europy (Hiszpania, Niemcy, Dania, Szwecja). Jest bardzo rzadka. Na terenie Polski w piśmiennictwie naukowym podano jedno stanowisko i to przed II wojną światową (Kwidzyn, 1925, 1933 r.). Według W. Wojewody gatunek w Polsce wymarły.
Grzyb naziemny. Występuje w lasach liściastych pod jesionami i w murawach kserotermicznych na podłożu wapiennym, Owocniki wytwarza od sierpnia do października.